# Alexei Alexandrowitsch Tschadow

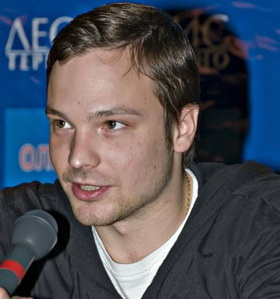
Alexei Alexandrowitsch Tschadow (2009)

Alexei Alexandrowitsch Tschadow (russisch Алексей Александрович Чадов, wiss. Transliteration Aleksej Aleksandrovič Čadov; * 2. September 1981 in Moskau, RSFSR, Sowjetunion) ist ein russischer Schauspieler.

## Leben
Tschadow wurde am 2. September 1981 im Moskauer Stadtteil Solntsewo geboren. Sein Vater Aleksandr Tschadow verstarb 1986. Seine Mutter Galina Petrowna Tschadow war Ingenieurin, Buchhalterin und Lehrerin. Der Schauspieler Andrei Alexandrowitsch Tschadow (* 1980) ist sein älterer Bruder. Die beiden Brüder wuchsen als beste Freunde auf und besuchten gemeinsam Castings. Während seiner Schulzeit sammelte er erste Erfahrungen mit dem Schauspiel. Als Laiendarsteller war er im städtischen Theaterstudio in Peredelkino tätig. 1992 wurde er für seine Bühnenleistung ausgezeichnet. Nach dem Schulabschluss trat er in die Shchepkin-Theaterschule in Moskau ein. Dort studierte er Schauspiel und schloss 2003 sein Schauspielstudium ab. Tschadow lebt als gläubiger orthodoxer Christ in Moskau. Vom 24. August 2012 bis zum 28. Juli 2015 war er mit der Schauspielerin Agne Olegowna Ditkowskite verheiratet.
Während seines Studiums gab Tschadow sein Filmdebüt in einer der Hauptrollen in Der Krieg. Für seine Leistung erhielt er im selben Jahr auf dem Montreal World Film Festival den Preis für den besten Schauspieler. Er übernahm die Rolle des Kostya in Wächter der Nacht – Nochnoi Dozor aus 2004 und Wächter des Tages – Dnevnoi Dozor aus 2006.

## Filmografie (Auswahl)
- 2002: Chechenia Warrior 2 (Voyna/Война)
- 2004: Wächter der Nacht – Nochnoi Dozor (Notschnoi dosor/Ночной дозор)
- 2005: The Second Front (Второй фронт)
- 2005: Die Neunte Kompanie (9 rota/9 рота)
- 2006: Wächter des Tages – Dnevnoi Dozor (Dnewnoi dosor/Дневной дозор)
- 2006: Graf Montenegro (Граф Монтенегро)
- 2014: Fürst der Dämonen (Viy/Вий)
- 2017: O – Sexuelles Verlangen (O lyubvi/О любви)